# دوري كرة القدم السلوفيني الدرجة الثالثة 2017–18
دوري كرة القدم السلوفيني الدرجة الثالثة 2017–18 هو موسم من دوري كرة القدم السلوفيني الدرجة الثالثة ‏. فاز فيه NK Bled ‏.